# (7158) IRTF
(7158) IRTF (1981 ES8) – planetoida z pasa głównego asteroid okrążająca Słońce w ciągu 5 lat i 85 dni w średniej odległości 3,01 j.a. Została odkryta 1 marca 1981 roku w Siding Spring Observatory w Australii przez Schelte Busa. Nazwa planetoidy pochodzi od należącego do NASA Infrared Telescope Facility, teleskopu o 3-metrowej średnicy pracującego w podczerwieni na Mauna Kea od 1979 roku.